# Onze-Lieve-Vrouwekapel (Outer)
De Onze-Lieve-Vrouwekapel is een pijlerkapel in de tot de Oost-Vlaamse gemeente Ninove behorende plaats Outer, gelegen aan de Brakelsesteenweg.
Het kapelletje, opgericht in 1749, is vervaardigd van arduin en toont barokke stijlelementen. In een met een roostertje afgesloten nis bevindt zich een Mariabeeldje.